# Spofford
Spofford – miasto w Stanach Zjednoczonych, w stanie Teksas, w hrabstwie Kinney.